# Moréac
Moréac é uma comuna francesa na região administrativa da Bretanha, no departamento de Morbihan. Estende-se por uma área de 60,3 km². Em 2010 a comuna tinha 3 859 habitantes (densidade: 64 hab./km²).